# Scar Symmetry
Scar Symmetry — шведская мелодик дэт-метал группа из Авесты, лен Даларна, появившаяся в 2004 году. В настоящее время сотрудничают с лейблом Nuclear Blast Records.
Своеобразной «визитной карточкой» группы является очень широкое использование клавишных и синтезаторов вкупе с тяжёлыми гитарами и мощной ритм-секцией. Это придаёт звучанию Scar Symmetry особенный контраст мелодики и агрессивности. Лирика группы часто затрагивает такие сложные темы, как философия, мистицизм, космос, подсознание.

## История

### Создание и альбомSymmetric in Design
Инициатором создания Scar Symmetry выступил владелец звукозаписывающей студии Йонас Кьеллгрен. В 2004 году он предложил Хенрику Ольссону из Altered Aeon, в тот момент пользовавшихся этой студией, создать группу. Хенрик согласился занять место барабанщика и пригласил Пера Нильсона, также из Altered Aeon, в качестве второго гитариста. Через непродолжительное время к группе присоединились вокалист Кристиан Альвестам и басист Кеннет Сейл. Новообразованная группа записала своё первое демо, композицию «Seeds of Rebellion», которое помогло Scar Symmetry заключить контракт с Cold Records (филиалом Metal Blade Records).
В июне 2005 Scar Symmetry записывает дебютный альбом Symmetric in Design, за которым последовали выступления на фестивалях в Европе с такими группами как Soilwork, Hypocrisy и One Man Army.

### Pitch Black Progress
В июне 2006 группа объявила о том, что теперь работает с Nuclear Blast Records. Под этим лейблом Scar Symmetry выпускают свой второй альбом Pitch Black Progress и вновь отправляется в тур — по Европе с Communic в рамках Waves of Pitch Black Decay Tour 2006 и по Америке с пионерами мелодик дэта, группами Dark Tranquillity и The Haunted. В сентябре 2007 группа участвует в другом туре по Северной Америке — «Live Consternation Tour» — с хедлайнерами Katatonia, Insomnium, и Swallow the Sun.

### Holographic Universeи новые вокалисты
Третий альбом группы, Holographic Universe, был выпущен 20 июня 2008 года. Против обыкновения Scar Symmetry не отправились в тур, а 11 сентября объявили, что группу из-за конфликтов и расхождений во взглядах на творчество покинул вокалист Кристиан Альвестам. Вскоре группа нашла ему замену и в октябре объявила о двух новых вокалистах — Роберте Карлсоне (гроул) и Ларсе Палмквисте (чистый вокал).

### Dark Matter Dimensions
Четвёртый альбом группы, Dark Matter Dimensions, был выпущен 2 октября 2009 года в Европе и 10 октября 2009 года в США и стал первым альбомом, записанным с новыми вокалистами.

### The Unseen Empire
Релиз пятого альбома группы под названием The Unseen Empire состоялся 15 апреля 2011 года в Европе. Альбом включает в себя 9 треков общей продолжительностью 43 минуты.

## Состав группы

### Текущие участники
- Роберт Карлсон (Roberth Karlsson) — гроул
- Ларс Пальмквист (Lars Palmqvist) — чистый вокал
- Пер Нильсон (Per Nilsson) − гитара, бэк-вокал, клавишные
- Кеннет Сейль (Kenneth Seil) − бас-гитара
- Хенрик Ольссон (Henrik Ohlsson) − ударные, тексты песен

### Бывшие участники
- Кристиан Эльвестам (Christian Älvestam) — вокал (до 2008)
- Йонас Кьельгрен (Jonas Kjellgren) − гитара, клавишные, бэк-вокал, программирование (2004-2013)

## Дискография

### Альбомы
| Дата выхода | Название                                | Лейбл                 |
| ----------- | --------------------------------------- | --------------------- |
| 2005        | Symmetric in Design                     | Metal Blade Records   |
| 2006        | Pitch Black Progress                    | Nuclear Blast Records |
| 2008        | Holographic Universe                    | Nuclear Blast Records |
| 2009        | Dark Matter Dimensions                  | Nuclear Blast Records |
| 2011        | The Unseen Empire                       | Nuclear Blast Records |
| 2014        | The Singularity (Phase I - Neohumanity) | Nuclear Blast Records |
| 2023        | The Singularity (Phase II -Xenotaph)    | Nuclear Blast Records |

## Видеография
- «The Illusionist» (2006)
- «The Illusionist» (вторая версия) (2006)
- «Morphogenesis» (2008)
- «Noumenon And Phenomenon» (2009)
- «Ascension Chamber» (2009)
- «The Iconoclast» (2010)